# دييغو دي سافيدرا فاغاردو
دييغو دي سافيدرا فاغاردو (بالإسبانية: Diego de Saavedra Fajardo)‏ هو دبلوماسي وكاتب وكاتب مسرحي إسباني، ولد في 6 مايو 1584 في مرسية في إسبانيا، وتوفي في 24 أغسطس 1648 في مدريد في إسبانيا.

## وصلات خارجية
- دييغو دي سافيدرا فاغاردو على موقع الموسوعة البريطانية (الإنجليزية)